# Gian Piero Galeazzi
Pour les articles homonymes, voir Galeazzi.
Gian Piero Daniele Galeazzi, né à Rome le 18 mai 1946 à Rome et mort le 12 novembre 2021 dans la même ville, est un ancien rameur de compétition italien devenu animateur de télévision, journaliste et commentateur sportif.

## Biographie
Né à Rome en 1946, Gian Piero Galeazzi est diplômé en économie, puis devient rameur de compétition, champion du monde junior et participe aux Jeux olympiques de Mexico en 1968,. Il est embauché par la RAI en tant que journaliste sportif en 1972, commentateur d'aviron, de tennis et de football,. En 1992, il anime le programme  90° minuto, et à partir de 1994, il participe à l'émission de variétés Domenica in,.
Gian Piero Galeazzi est mort à Rome le 12 novembre 2021 à l'âge de 75 ans.